# Ihagee

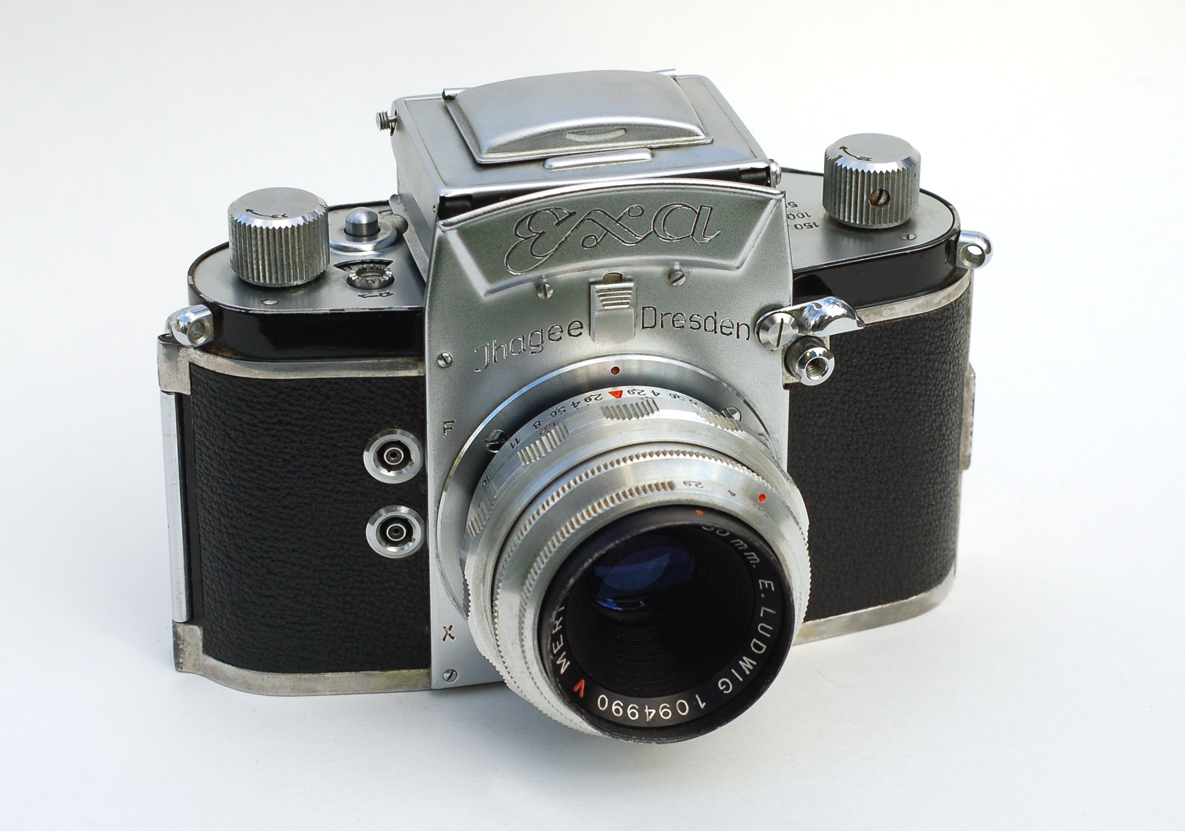
精简型号Exa Ia单反

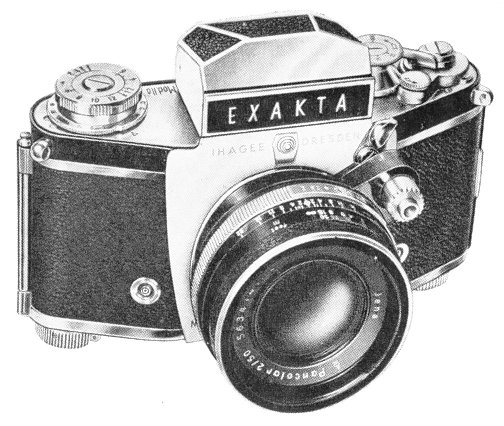
Exakta Varex单反配标准镜头

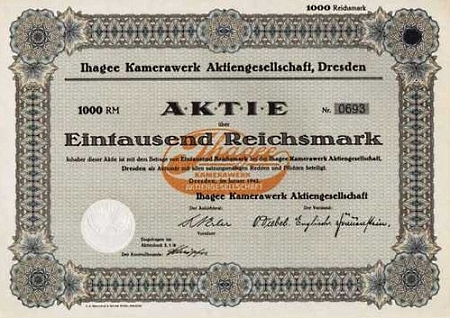
1942年Ihagee Kamerawerk AG的执照

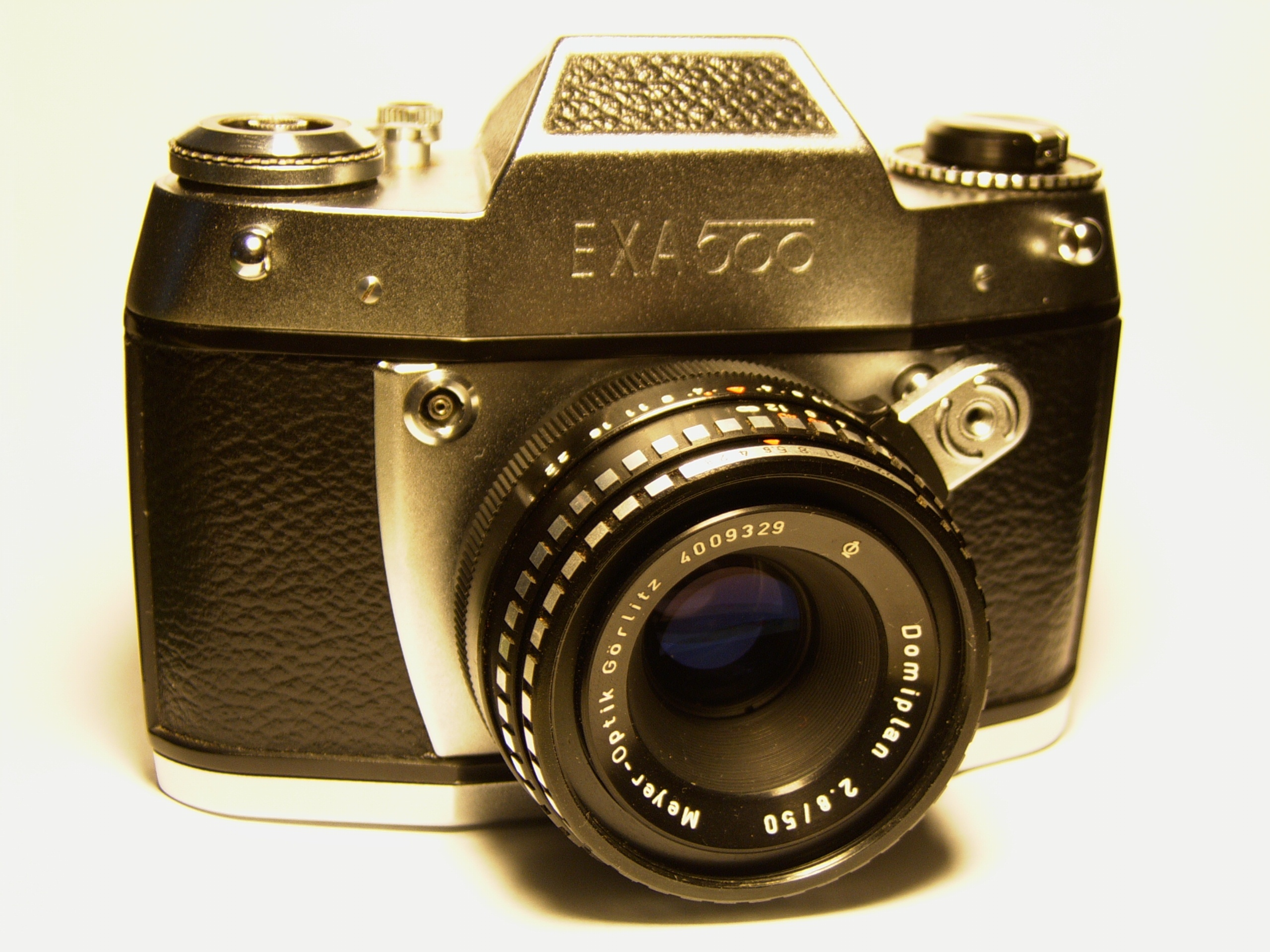
后期的Exa 500简易单反

Ihagee 是德国德累斯顿的一家照相机製造商，其著名产品是Exakta单镜反光相机。

## 历史
荷兰人斯滕贝格（Steenbergen）在德累斯顿接受教育并于1912年在德累斯顿创立了 Industrie- und Handelsgesellschaft (工业与贸易协会)，缩写为Ihagee ( 德语IHG三个首字母缩写的发音, ee-hah-gay). 1918年6个木工与Steenbergen合伙创立了后来为人所知的因哈吉相机斯滕贝格合伙公司（Ihagee Kamerawerk Steenbergen & Co）。
其最成功的产品是愛薩克塔相機，生产于1933-1976年期间。1933年投产了Standard，或称VP型，当时只有使用127胶卷的型号使用这个名称。接下来这个名称于1936年在使用135胶片的 Kine Exakta相机上被继续使用。Ihagee也制造另一种精简版的小号EXAKTA相机，取名EXA。
二战极大影响了该公司。Steenbergen本人于1942年离开德累斯顿之后再也没有返回，Ihagee工厂在1945年4月的德累斯顿轰炸当中彻底被摧毁。战后在德累斯顿的部分留在苏联占领区，即日后的东德。Ihagee在苏联帮助下迅速得到重建，使用在轰炸当中幸存的机器设备和零部件组装愛薩克塔单镜反光相机。之后1951年该公司并入潘太康，后者以生产 百佳（Praktica，港台翻译略有不同）牌和Pentacon Six（中国大陆俗称P6）中画幅相机闻名。
Ihagee在德累斯顿的主体部分保留了独立的生产经营地位，并未被东德政府国有化。相应的在战后头10年里，采用Kine接口的愛薩克塔相機 Varex/VX系列作为先进单镜反光135照相机的代表，对世界35mm单反相机市场的影响巨大，一度占据统治地位。虽然受到美国对经互会国家机械产品所设置贸易壁垒的影响，爱克山泰单反在北美市场依然取得了不小的成功。今天ebay网站大量的美国二手交易很好地证实了当年EXAKTA系列在北美市场的销量。由于美国Argus公司抢先注册了Varex商标导致愛薩克塔相機在美国只能被重新以VX的名字销售。类似的故事还发生在其他北美行销的东德生产的摄影器材上。1950年代世界一线镜头厂家，从耶拿蔡司公司、爱展能（ 另译安琴，中国大陆两种翻译并存）、麥爾光学、施耐德克羅茨納等西欧厂商到日本东京光学公司（拓普康/TOPCON）等皆生产和愛薩克塔单反相机配套的Kine接口镜头。TOPCON制造了著名的RE super和Super D系列采用EXAKTA Kine接口的单镜反光照相机。该接口的镜头种类丰富，且多应用一系列当时最新的光学设计成果，生产于战后现代35mm胶片照相机发端的时代，故而它们在人类摄影和光学工业历史上占据重要地位。
这一时期Ihagee制造的135胶片单镜反光照相机均采用极富特色的三角形俯视剖面机身，镜头法兰的位置厚度大于两侧，沿袭自战前使用127胶卷的EXAKTA单反相机。VX系列具有当时很多照相机不具备的慢速快门档位，以右侧面板的刻度手轮作为调整机构，使用者先调整左侧主快门速度盘到T位置，之后将右侧外环拉起旋转到刻有黑色刻度的位置，相应的刻度上标记的快门速度即被锁定，如旋转到红色位置，则启动自拍功能，之后上弦，即可按下快门。另一个特点是“左撇子”特性，这个时期愛薩克塔系列135单反和其他相机极大不同的是胶片的上弦手柄均位于左侧，快门则位于左侧前方面板上，采用Automatic Kine接口的镜头会附带一个快门附加按钮，使用者在曝光锁解开后按下这个按钮会触发快门，同时这个按钮会完成自动光圈收缩的功能，这样可以在取景时，使用最大档位的光圈，避免使用眼平五棱镜或腰平取景器时视野过暗。这一系列功能使得愛薩克塔相機在当时具备领先其他厂家的产品的易用性，具备了除TTL测光之外几乎所有现代单反相机的特征。
战后初年Ihagee还设计并生产了愛薩克塔 66型单镜头反光可更换镜头中画幅照相机，使用120胶卷。该型号产量很小，但在相机收藏领域十分著名。潘太康被统一后的德国政府关闭之后，施耐德购买了VEB Pentacon的很多技术资料和知识产权，于1997年到2001年在Pentacon Six的基础上制造了愛薩克塔 66型中画幅单反相机，其采用先前的Pentacon Six接口，但镜头均采用施耐德印记的产品，部分仍然沿袭了东德时期的镜头结构，但镀膜和机械构造与工艺均有所区别。战前另有一种愛薩克塔 66命名的相机被Ihagee制造出来。
现在国际上一般以愛薩克塔 66I/II/III区分这三种相机。中国大陆摄影器材收藏者有时候会使用愛薩克塔 66II/愛薩克塔 66称呼愛薩克塔 66III。另外两种相机又被分别叫做愛薩克塔 66 PRE-WAR(水平过片)和愛薩克塔 66 POST-WAR（垂直过片，可更换后背）。
该公司于1970年被完全吸收成为国有潘太康企业(VEB Pentacon的一部分)，之后愛薩克塔相機在潘太康名下继续生产，RTL 1000是德国本土制造的最后的以愛薩克塔命名的型号，当时可能该公司在纸面上继续存在，但该型号的相机系潘太康介入合作的结果。Steenbergen在战后试图拿回公司，几番尝试全部落空之后，他于1959年回到西德在法兰克福创立了Ihagee West，1966年该公司生产了EXAKTA Real牌照相机，但用户评价该型号性能不可靠，故而销售不甚成功。1967年Steenbergen病逝, 西德的Ihagee West生产了EXAKTA TwinTL，其实系日本确善能公司制造，该公司于1976年散摊。
1997年斯滕贝格基金会（Steenbergen Foundation/Steenbergen Stichting)在海牙成立。荷兰人为纪念Johan Steenbergen，向荷兰摄影学院和大学的毕业生颁发斯滕贝格奖学金（Steenbergen Stipendium），支持对斯滕贝格出生地德伦特省历史面貌的研究。

## 型号
Ihagee制造了大量很有特色的或者在在摄影史上具有重要意义的产品
按中国大陆摄影和收藏爱好者习惯，没有使用中文翻译，采用英文或德文名称
- Plan and Roll Paff Reflex (reflex boxes)
- Tropen Neugold (Patent Duplex的Beautiful Tropen版本)
- Zweiverschluss Duplex (同时采用帘幕快门和镜间快门)
- Patent Klapp (Klapp意为折叠) Reflex (以一种非常奇特的方式折叠暗箱部分的早期大画幅单反相机)
- Corona (5种不同规格的木质外拍机)
- Parvola (采用双螺旋锁紧机构)
- VP (vest pocket缩写) 或被称作Standard Exakta (早于35mm EXAKTA 3年前出现)
- Kine Exakta（英语：Kine Exakta） (于1936年投产)
- Exakta Varex（英语：Kine Exakta） (第一种使用可更换取景器的单反相机)
- Exa (一种35mm单反相机)
- Ultrix, Auto-Ultrix, Ultrix-Automat, Ultrix-Simplex, Ultrix-Duplex (折叠相机)
- (1950年代出产的一种中画幅单反，采用垂直过片方式，具有分离的120胶片后背，可更换镜头，标配为80mm焦距的Carl Zeiss Jena f/2.8 Tessar。迄今为止共有三种中画幅单反相机被冠以EXAKTA 66的名字，其中两种由Ihagee完成开发工作。)